# Niels Henrik Holst
Niels Henrik Holst (født 20. september 1828 i København, død 1. september 1889 sammesteds) var en dansk ingeniørofficer, etatsråd og jernbanedriftsbestyrer. Han blev den første generaldirektør for DSB, hvilket han var fra 1. oktober 1885 til sin død.

## Tidlige hverv
Holst stammede fra et jævnt, borgerligt hus i København, hvor faderen, Carl Peter Vilhelm Bryde Holst, var farver. Moderen var Ane Malene f. Hansen. Efter at have gennemgået en del af uddannelsen på Den kongelige militære Højskole gjorde han tjeneste som løjtnant, først ved artilleriet, derpå ved Ingeniørkorpset i Treårskrigen 1848-50 og gennemgik derefter ældste afdeling af Højskolen. Han blev 1853 premierløjtnant i Ingeniørkorpset og var 1855-60 ansat ved Vejtjenesten. Samtidig deltog han i kontrollen med anlægget af jernbanestrækningen fra Roskilde til Korsør, hvor han var teknisk assistent for statens kontrollerende ingeniør J.C.F. Dreyer. Senere blev han inddraget i projekteringen af de første jysk-fynske baner. Disse blev udført af engelske ingeniører, og Holst førte i forskellige stillinger kontrol med udførelsen af dem. Man dristede sig dengang ikke til at lade staten overtage disse baners drift, men bortforpagtede denne til banens anlægsentreprenører. Holst, der 1857 avancerede til kaptajn, men 1865 udtrådte af krigstjenesten, førte på statens vegne tilsyn med driften, og da det 1867 blev bestemt, at staten selv skulle overtage driften, blev Holst udnævnt til direktør for De jysk-fynske Statsbaner. Han havde forberedt sig til stillingen ved indgående studier af alle grene af jernbaneforvaltningen. Ved udfærdigelse af kontrakten om statens overtagelse af jernbanerne blev Holst fritaget for sine opgaver som kontrollerende ingeniør ved baneanlæggene (stillingen blev overdraget til premierløjtnant I.W. Tegner). Holst overtog kontrollen med banernes drift og afleveringsforretningen, indtil han ved overdriftsbestyrer F.H. Trevithicks fratræden ansattes som driftsbestyrer.

## Jernbanedirektør
Da den engelske bestyrelse af banerne ikke var populær hos befolkningen, blev Niels Henrik Holsts embedstiltrædelse mødt med store forventninger. Med sin livlige, begavede og vidtskuende ånd lykkedes det ham også at løse den vanskelige opgave at omorganisere disse baners bestyrelse således, at han derfor vandt anerkendelse til alle sider. Af væsentlig betydning var i så henseende for ham det medhold, han hos regering og Rigsdag fik for sit grundsyn på banernes administration, at det ikke kom an på at tilvejeskaffe et stort direkte udbytte, men meget mere på gennem fartplaner, tariffer m. m. at fremme produktion og omsætning og derigennem skabe indirekte gavn for landet. I 1880 blev også de sjællandske baner overtaget af staten, og 5 år senere blev bestyrelsen af dem henlagt under Holst, der således blev generaldirektør for samtlige danske statsbaner. Ved kgl. anordning af 7. april 1885 bestemtes, at samtlige statsbaner skulle underlægges en af indenrigsministeren udnævnt generaldirektør. Til dette embede udnævntes Holst pr. 1. oktober 1885.

## Generaldirektør
De forskellige systemer, der i mange punkter var fulgt på Sjælland og Jylland-Fyn ved banernes bestyrelse, skulle nu sammenarbejdes, saaledes at der blev enhed i administrationen, nye planer til udvidelsen af trafikken og baneanlæggene drøftes og bringes til udførelse og mange personaleforhold ordnes. I de 4 år, hvori det blev Holst forundt at virke for løsningen af disse opgaver, udfoldede han ved den betydelige flid, dygtighed og arbejdskraft, hvoraf han var i besiddelse, et betydeligt organisatorisk arbejde ved ordningen af centraladministrationen. En senere tid fandt anledning til at kritisere Holst for at have centraliseret DSB for meget, men under alle omstændigheder er der ingen tvivl om, at han bidrog til at give de danske jernbaner et stærkt fundament. Han var involveret i planerne til omordningen af banegårdsforholdene ved København, og dette projekt havde hans fulde opmærksomhed og interesse.
Holst blev etatsråd 1867, Ridder af Dannebrog 1862, Dannebrogsmand 1865, Kommandør af 2. grad 1869 og af 1. grad 1871.
3. december 1853 ægtede han Petra Ludvigsen (1. august 1831 i København – 10. oktober 1912 sst.), datter af assistent, senere kommitteret ved den københavnske Søassuranceforening Theodor Emil Ludvigsen (1804-1896) og Cecilie Diderikke Lønborg (1799-1882).
Knap 61 år gammel endtes pludselig 1. september 1889 hans virksomme liv. Han er begravet på Assistens Kirkegård.
Holst er portrætteret af H.C. Jensen ca. 1892 (hos DSB). Der findes en pennetegning af C.A. Hagen ca. 1849 (Frederiksborgmuseet). Litografi af I.W. Tegner 1889 efter fotografi. Træsnit samme år.